# Ушмаков, Вячеслав Андреевич
Вячеслав Андреевич Ушмаков (род. 7 февраля 1947, Горький) — советский хоккеист, защитник.
Начинал играть в команде класса «Б» «Чайка» Горький (1966/67), с конца сезона — в горьковском «Торпедо», за которое выступал до 1974 года. После сезона 1974/75 в первой лиге в составе СК им. Салавата Юлаева завершил карьеру в командах мастеров.